# Laurera subdisjuncta
Laurera subdisjuncta är en lavart som först beskrevs av Johannes Müller Argoviensis, och fick sitt nu gällande namn av R. C. Harris. Laurera subdisjuncta ingår i släktet Laurera och familjen Trypetheliaceae.   Inga underarter finns listade i Catalogue of Life.